# Раденськ
Ра́денськ — село в Україні, в Олешківській міській громаді Херсонського району Херсонської області. Населення становить 3972 особи. З початку широкомасштабного вторгнення Росії в Україну село перебуває під російською військовою окупацією.

## Історія
Редені (Раденськ) знаходився на території Кінбурнської паланки. В 1792 році налічувалось 21 двір — 137 мешканців.
Станом на 1886 рік у селі Велико-Копанської волості мешкало 2018 осіб, налічувалось 288 дворів, існували православна церква, 3 лавки.
Відомі основні пункти паланки (слободи), які існують і по сьогоднішній день, а деякі з них, а саме — Забаріно, Велика Лепетиха, Костогризово, Підстепне та Раденськ були засновані у 1790 р. саме козаками Кунбурської паланки.
Існують декілька версій походження назви села:
- На місці розташування села колись протікала річка Раденка, відповідно поселенці назвали населений пункт Раденськом.
- Першими поселенцями цих місць були козаки, навкруги були розташовані козацькі поселення, а тому, в цьому селі часто збиралися козаки на раду, тому його назвали Раденськом.
- А одна з найдавніших версій розповідає ще про часи, коли на нашій землі проходила татаро-монгольська орда, прийшовши на місце, де зараз знаходиться село Раденськ, розташувавши свої табори, вони назвали цю місцевість Редені, (що в перекладі з татарської мови означає Раденськ)[4].

В селі Заводівці Каховського району, селищі Заплаві і селі Раденському Херсонського району, а також селі Велика Кардашинка Скадовського району було досліджено близько десяти скарбів доби пізньої бронзи, що складалися з бронзових знарядь праці, а також кам'яних форм та злитків бронзи для їх відливання. Вони засвідчують місцевий характер бронзоливарного виробництва на території Херсонщини та водночас появу майнової нерівності в середовищі племен доби пізньої бронзи.
На території села антропологічна експедиція (1956) знайшла монету — срібник князя Володимира Святославича (Її малюнок див. нижче).

Аверс Князь, що сидить у шапці, увінчаній хрестом. Правицею князь тримає хрест, ліва рука — на грудях. Над лівим плечем — князівський тризуб. По краю монети — крапковий ободок і напис: ВЛАДИМИРА СЕ ЕГО
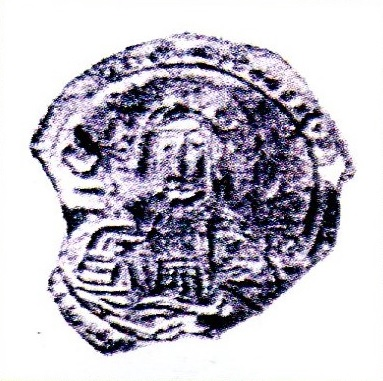
Реверс Погрудне зображення Христа в хрещатому вінці. Правицею Христос благословляє, лівою рукою тримає Євангеліє. Праворуч і ліворуч — монограма "ИСХС". По краю монети — бусинний ободок
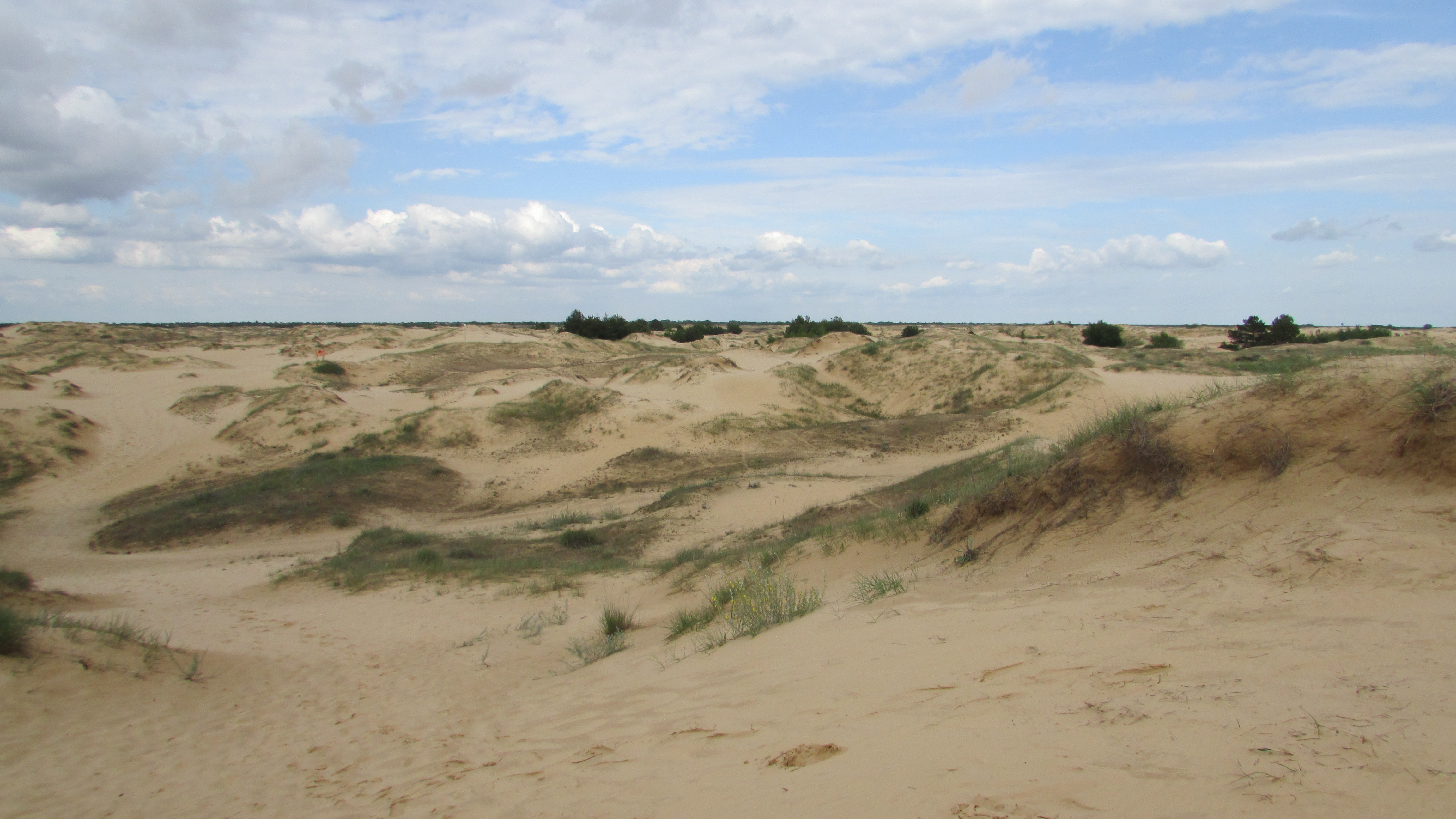
Визначне місце поблизу Раденська – найбільша в Європі пустеля «Олешківські піски», яка знаходиться на території Раденського відділення Національного природного парку «Олешківські піски»

Поблизу села до 2004 року розташовувався 48-й авіаційний полігон «Херсон», потім на заміну йому у 2015 році було створено 241 загальновійськовий полігон «Олешківські піски» (в/ч А2407).

## Населення
Згідно з переписом УРСР 1989 року чисельність наявного населення села становила 3569 осіб, з яких 1645 чоловіків та 1924 жінки.
За переписом населення України 2001 року в селі мешкали 3972 особи.

### Мова
Розподіл населення за рідною мовою за даними перепису 2001 року:
| Мова            | Кількість | Відсоток |
| --------------- | --------- | -------- |
| українська      | 3699      | 93.13%   |
| російська       | 266       | 6.70%    |
| циганська       | 5         | 0.13%    |
| інші/не вказали | 2         | 0.04%    |
| Усього          | 3972      | 100%     |

## Відомі земляки
- Буліченко Володимир Володимирович (1975—2017) — молодший сержант Збройних сил України, учасник російсько-української війни.
- Кудря Сергій Анатолійович (* 1982) — майстер спорту України міжнародного класу з кульової стрільби.